# Glendalough
Glendalough (en irlandais : Gleann Dá Loch, littéralement « vallée des deux lacs ») est un glen et un village d'Irlande à son extrémité aval situés dans les montagnes de Wicklow. Le village se trouve sur le site d'un ancien monastère dans le comté de Wicklow. Il a été établi au VIe siècle par saint Kevin, un prêtre ermite, et détruit par les Anglais en 1398.

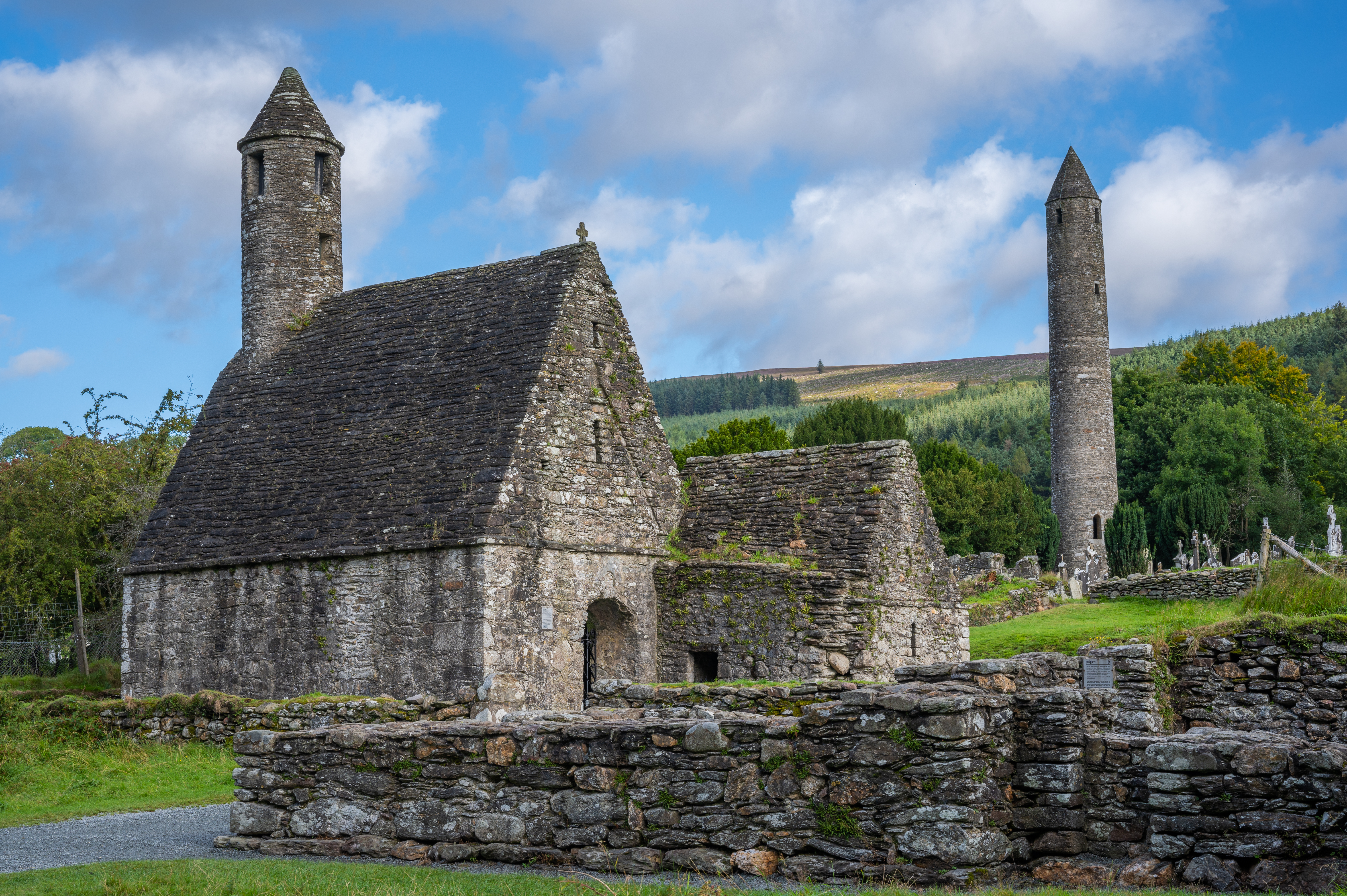
Monastère de Glendalough.

Le lieu était à l'origine recherché par saint Kevin comme une retraite paisible du fait de sa sérénité et son éloignement. Voulant suivre ses enseignements, plusieurs de ses disciples construisent églises et quartiers de vie dans la vallée au-dessous de son logis. Le hameau se développe rapidement, devenant l'une des principales universités religieuses d'Irlande.
Le site du monastère est situé en aval du lac inférieur (Lower Lake) et est aujourd'hui l'un des lieux les plus populaires de la région de Wicklow.
Le lieu monastique inclut une tour ronde de 33 mètres de hauteur et la croix de saint Kevin, une croix haute celtique. La tour ronde a été construite à l'époque des invasions vikings en Irlande (jusqu'à environ 1066) et aurait été utilisée pour protéger des reliques, des livres et des calices.
Les falaises de granite, au-dessus de la rive nord-occidentale du lac supérieur (Upper Lake), sont des lieux populaires d'escalade.
Le site est une vallée glaciaire creusée dans un micaschiste d'âge paléozoïque (à l'est et au centre) intrudé d'un leucogranite (au nord-ouest uniquement), la mise en place d'un cône alluvial au début de l'Holocène ayant séparé la vallée en deux lacs distincts. Le granite est recoupé par de nombreuses petites veines et filons pegmatitiques, microgranitiques, ou quartzeux, en lien avec les dépôts de plomb et de zinc à l'origine de la mine locale.

## Diocèse de Glendalough
En 1111, le synode de Ráth Breasail établit un diocèse à Glendalough (irlandais : Glenn dá Locha, latin : Bistagnensis Glendalachensis) dont le premier titulaire est Áed Ua Modáin, mort en 1126.
Le synode de Kells-Mellifont rattache le diocèse à l'archidiocèse de Dublin comme suffragant. La liste des titulaires est très réduite et il semble que le siège n'ait pas été occupé en permanence. L'union avec l'archidiocèse de Dublin sous contrôle royal est confirmée par le pape Innocent III le 25 février 1216 puis de nouveau par Honorius III le 6 octobre 1216. Le dernier titulaire, Robert de Bedford, « clerc royal » élu en 1213/1214, mais qui n'avait jamais pris possession, devient évêque de Lismore.

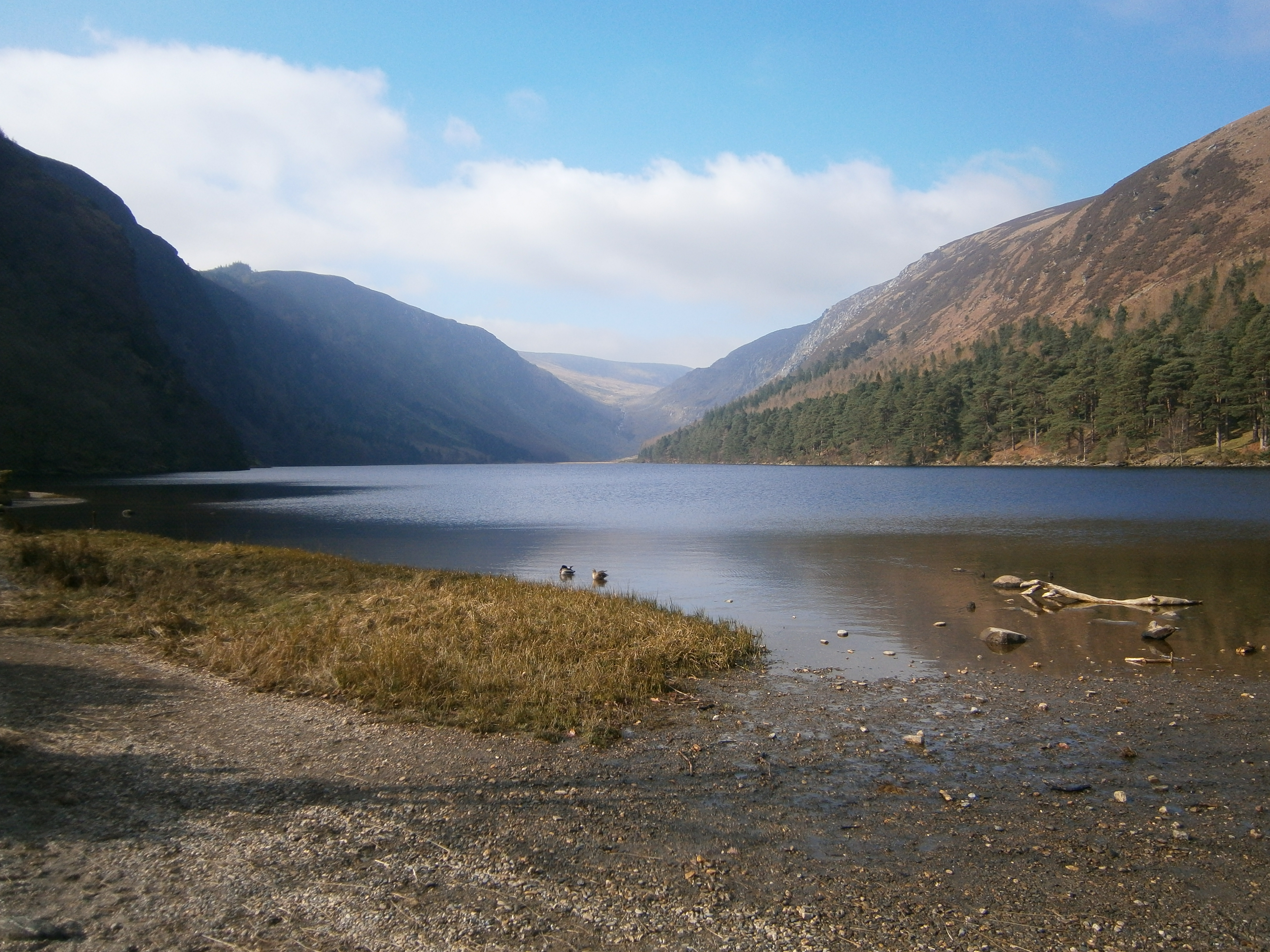
Lac supérieur
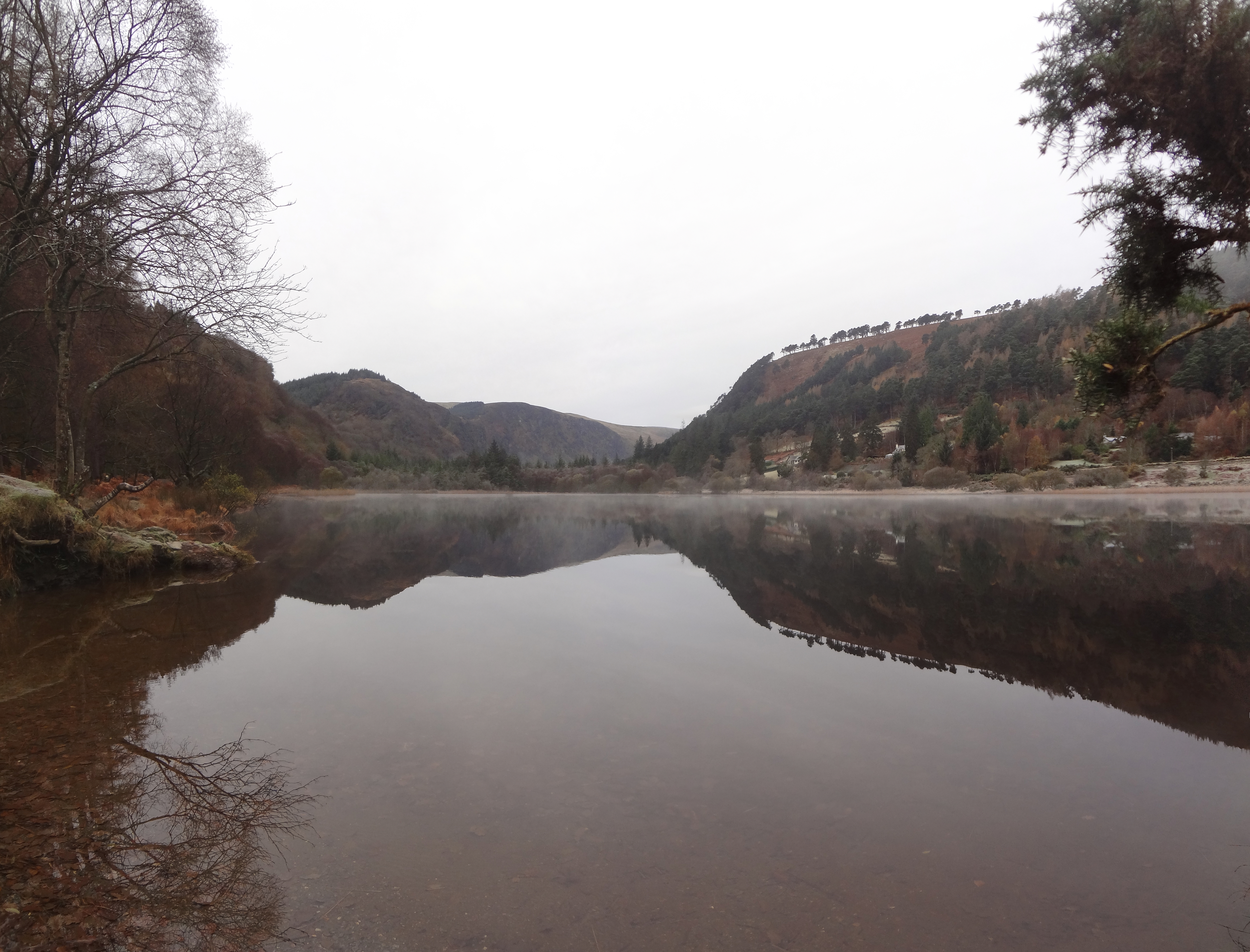
Lac inférieur
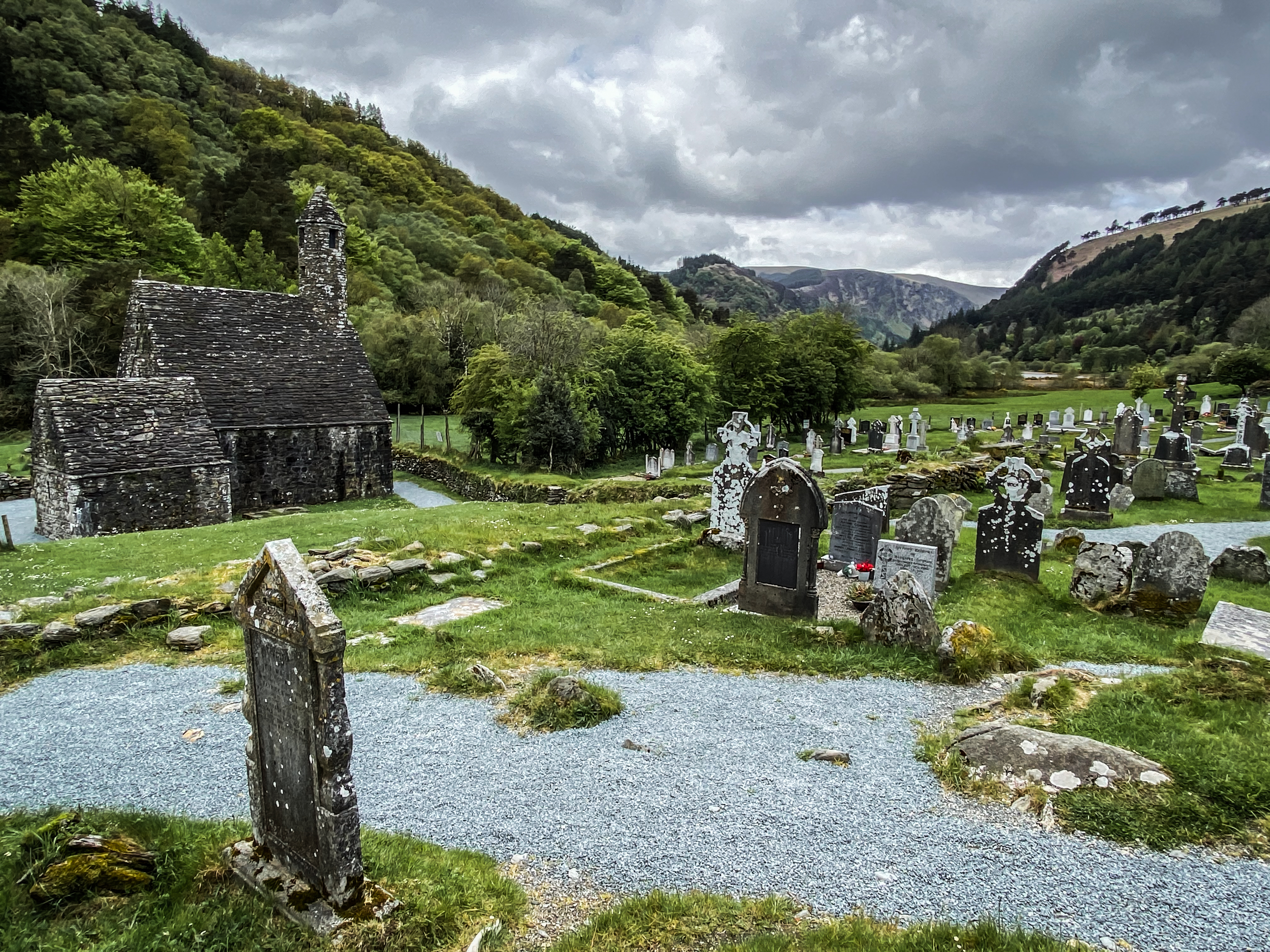
Église Saint-Kevin et cimetière.
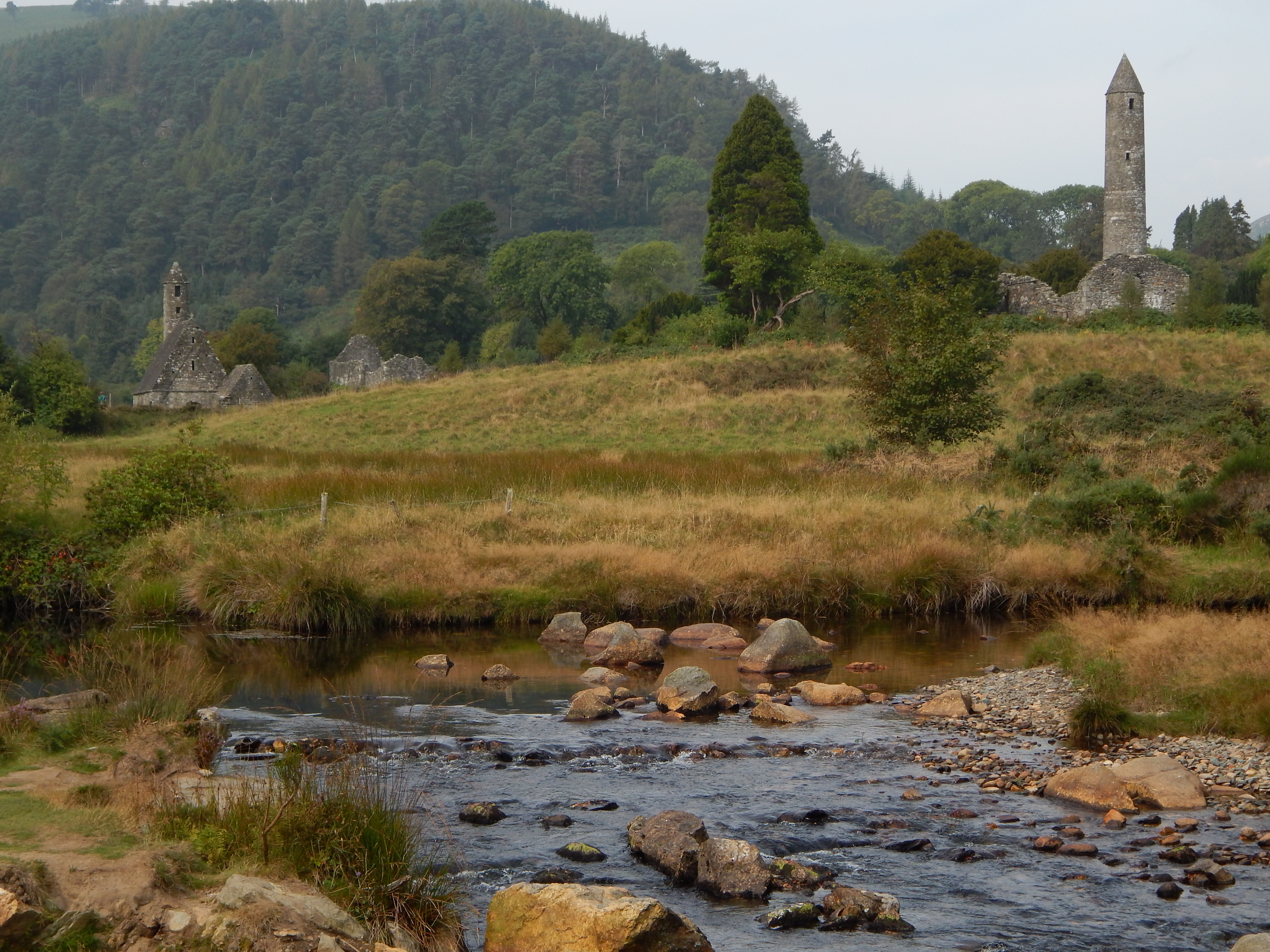
Tour à droite, église à gauche.